# Basilica San Paolo

Basilica San Paolo is een metrostation in de Italiaanse hoofdstad Rome. Het station werd geopend op 10 februari 1955 en wordt bediend door de lijnen B en B1 van de metro van Rome, alsmede de voorstadslijn naar Lido.

## Geschiedenis
In december 1918 werd begonnen met de aanleg van de spoorlijn tussen Rome en Lido d'Ostia. Het traject zou ter hoogte van de Basilica San Paolo bovengronds tussen de baseliek en de rots van San Paolo komen, maar later werd besloten om een tunnel door de rots te boren om de omgeving van de baseliek niet aan te tasten. De rots van San Paolo werd ten tijde van de Romeinse Republiek tot de vijfde eeuw gebruikt als begraafplaats. De tunnel door het tufsteen werd in de jaren twintig van de twintigste eeuw geboord. In 1924, toen de spoorlijn geopend werd, waren er tussen Porta San Paolo en Magliana-Mercato Nuovo geen stations. In 1938 werd begonnen met de bouw van de metro die tussen Porta San Paolo en Magliana bovengronds parallel aan de spoorlijn werd gebouwd en eveneens een dubbelsporige tunnel door de rots kreeg. De metrolijn kreeg wel stations, waaronder San Paolo ten zuiden van de tunnel, binnen de stadsgrenzen. De bouw van de metro werd in 1940 gestaakt en in 1948 hervat. In februari 1955 werd het metrostation bij het kruispunt van de viale Giustiniano Imperatore en via Gaspare Gozzi geopend. 

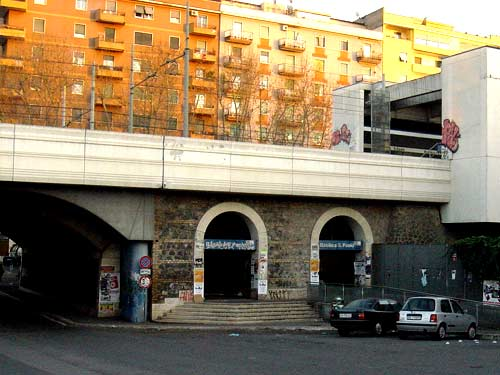
De ingang bij het viaduct.
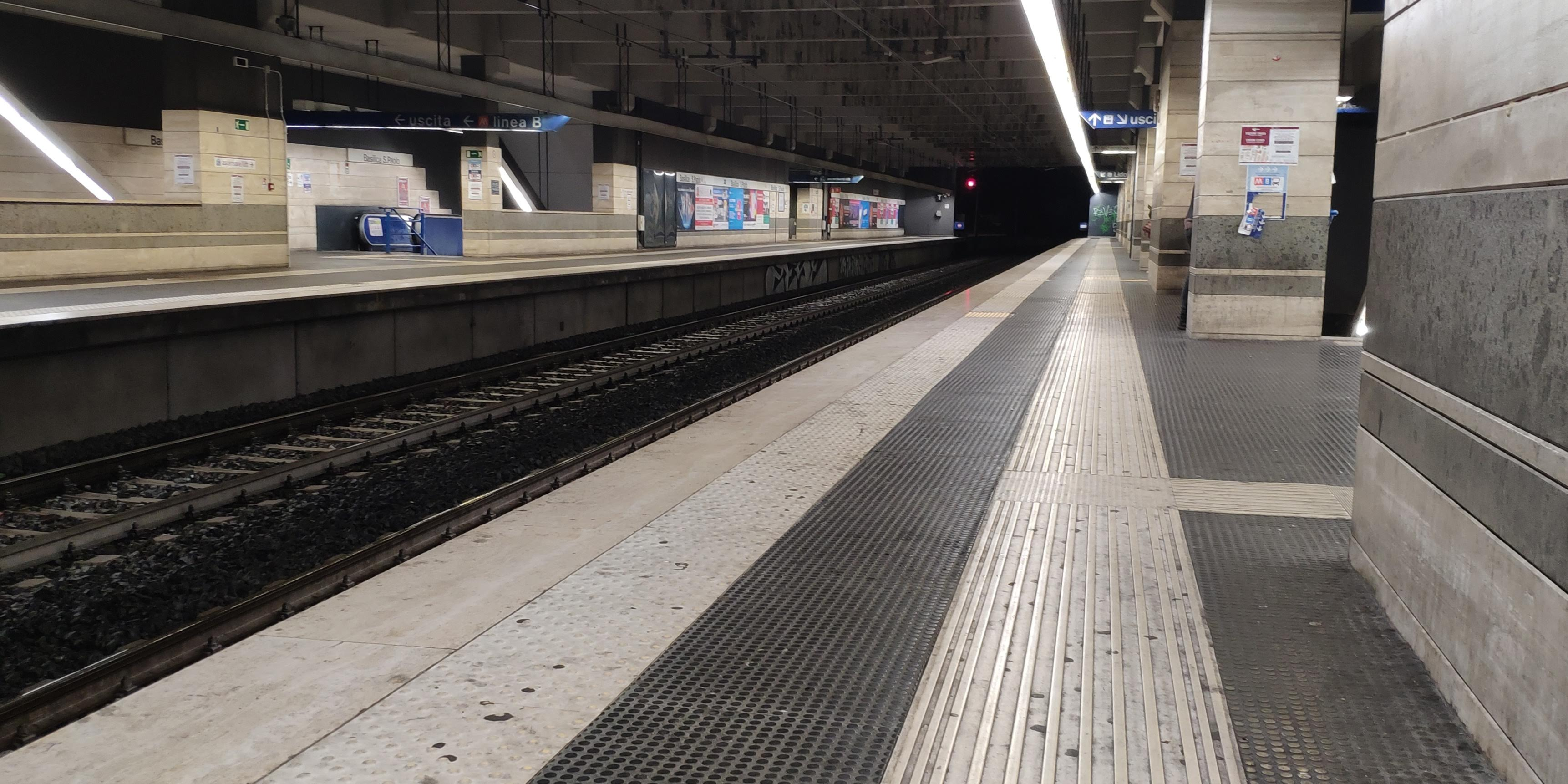
Perrons en sporen van de voorstadslijn.
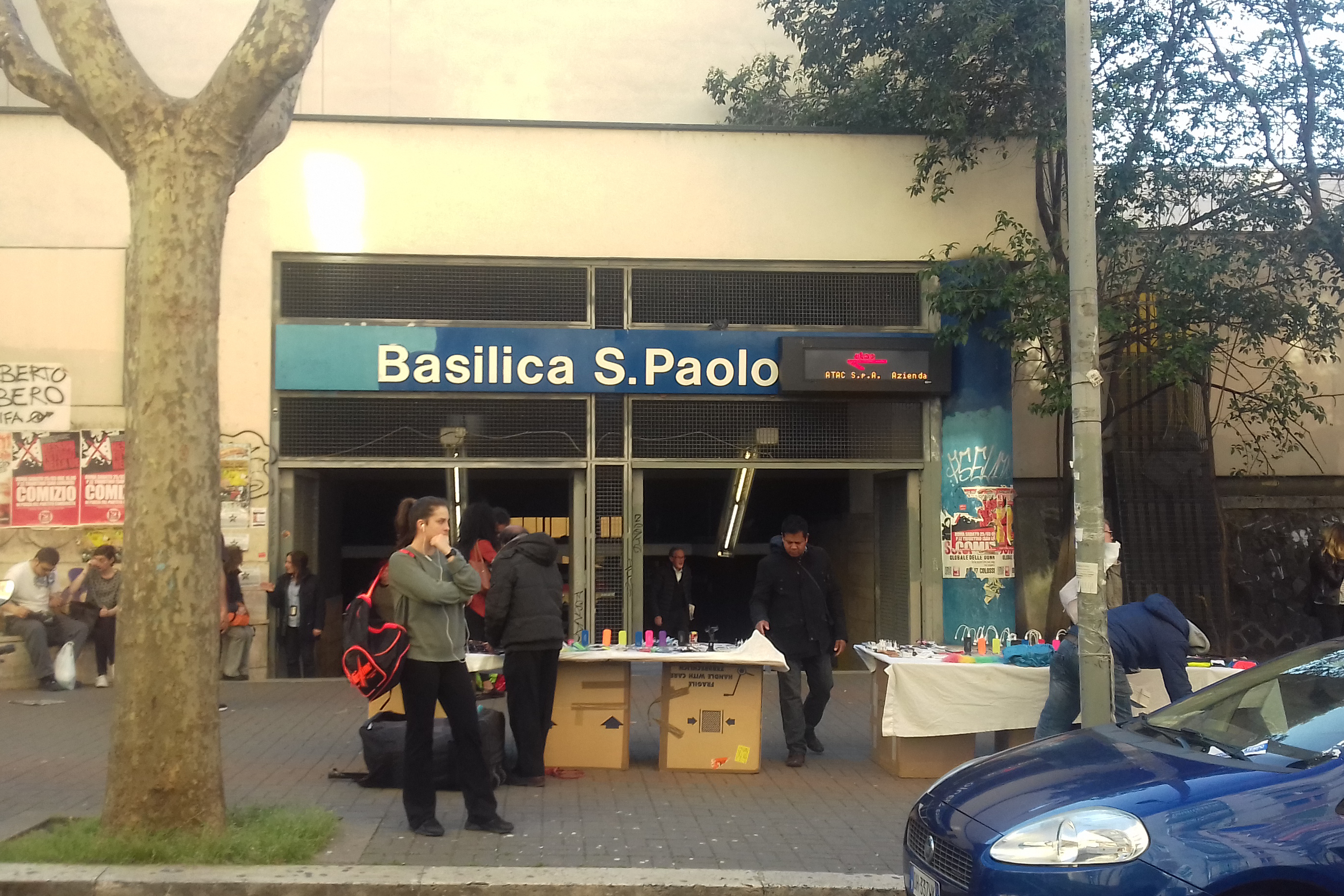
De uitgang aan de Via Gaspare Gozzi.

Na dertig jaar metrobedrijf kwam grootonderhoud aan de orde en in 1989 werd het bovengrondse metrotraject gesloten. De metrodienst werd voortgezet over de voorstadslijn terwijl de diensten tussen Rome en Lido tijdens het onderhoud hun noordelijke eindpunt in Magliana hadden. In 1994 keerde de metro weer terug op de eigen sporen en werd begonnen met de bouw van perrons langs de voorstadslijn die in 1996 gereed waren. De dienst op de voorstadslijn werd toen hervat en sindsdien is het station een overstappunt tussen metro en voostadslijn.

## Ligging en inrichting
Het station ligt op een talud parallel aan de Via Gaspare Gozzi aansluitend op het viaduct over de viale Giustiniano Imperatore. De toegangshal ligt in het bruggehoofd aan de noordkant van de perrons, de uitgang ligt iets zuidelijker aan de Via Gaspare Gozzi. De perrons zijn ondergebracht in twee betonnen hallen op het talud.